# Thiania chrysogramma
Thiania chrysogramma là một loài nhện trong họ Salticidae.
Loài này thuộc chi Thiania. Thiania chrysogramma được Eugène Simon miêu tả năm 1901.